# أغسطس إس. ميلر
أغسطس إس. ميلر (بالإنجليزية: Augustus S. Miller) هو سياسي أمريكي، ولد في 13 أغسطس 1847 في الولايات المتحدة، وتوفي في 26 سبتمبر 1905 في بروفيدنس في الولايات المتحدة. حزبياً، نشط في الحزب الديمقراطي.